# Product information management
 (janvier 2018).
La gestion des informations sur les produits, en abrégé GIP, est une technique de gestion centralisée visant à assurer une distribution efficace et précise des informations pour soutenir une stratégie marketing et informer les  canaux de vente.

## Origines
Au sein des entreprises, les informations produits liées à un catalogue sont souvent stockées dans différents endroits, parfois dans différents services avec des interlocuteurs multiples. 
La notion de PIM (product information management) est née dans l’industrie aux États-Unis avec l’Internet et la mondialisation des échanges. 
Un PIM permet de centraliser les accès aux données, de fournir des interfaces automatisées de maintien ou de consommation de données (imports, exports, production de support...) et d'accélérer la mise sur le marché des produits.

## Usages des logiciels de PIM

### Catalogues papier et électroniques
Les ERP (SAP, Oracle, INFOR M3…) peuvent charger les données de produits des fournisseurs à partir de catalogues électroniques (tableurs ou flux électroniques standardisés, ex. : OCI). Un PIM produit les catalogues électroniques et peut s'interconnecter avec les systèmes des clients et fournisseurs.

### Sites Web - sites de ventes en ligne
Un PIM peut comporter un module de production de boutique en ligne, personnalisable.